# メンダサイハン・エンフサイハン
メンダサイハン・エンフサイハン（モンゴル語: Мэндсайханы Энхсайхан、ラテン文字転写の例：Mendsaikhany Enkhsaikhan、1955年 - ）は、モンゴル国の政治家。1996年7月7日から1998年4月23日まで首相を務めた。モンゴルの首相としては、モンゴル民主化運動、社会主義体制崩壊後、モンゴル人民革命党以外の政党から就任した初めての人物である。

## 経歴・人物

### 生い立ちと初期の経歴
1955年ウランバートルに生まれる。1973年に国際数学オリンピックに参加し、銅メダルを獲得。1970年代にソ連に留学、1978年にキエフ国立大学を卒業した。
1978年から1988年まで、エコノミスト、研究者、モンゴル外務省の次長（副部長）などとして働く。1988年から1990年まで、モンゴル対外経済関係・貿易・鉱業省、市場調査研究所の所長として勤務した。
1990年のモンゴル民主化で総選挙に立候補し、第1回国民小会議（国民小フラル）の代議員に当選する。院内ではモンゴル民主党の代表と常任委員長を務めた。憲法改正で国民小会議が廃止され国民大会議（国民大フラル）の一院制に移行すると、国民大会議の代議員になる。1992年政治教育アカデミー総裁に就任。
1993年6月6日大統領選挙で、モンゴル民族民主党とモンゴル社会民主党共同選挙委員会議長に就任する。1993年から1996年までポンサルマーギーン・オチルバト大統領の大統領府に入った。

### 首相
1996年7月総選挙ではモンゴル民主連合と社会民主党の選挙対策委員長として選挙戦を戦った。総選挙でモンゴル民主連合が勝利したことを受けて、ポンツァギーン・ジャスライ内閣は総辞職した。7月19日、エンフサイハンは首相に就任する。モンゴル人民革命党以外の政党の勝利と政権の誕生は、モンゴル独立の1921年以来のことであり、モンゴルの政治史上、画期的な出来事であった。首相に就任したエンフサイハンは、急進的な経済改革に着手し、住宅の民営化、民営化プログラムの加速化、価格統制の撤廃と自由化、支払い不能の銀行閉鎖、関税の撤廃などを実施した。対外的には、国際通貨基金（IMF）と世界銀行との関係を改善しようとした。 しかし民主連合による政権運営は急激な市場経済化政策の失敗と連合内の対立により混迷を極める。1998年4月23日、総辞職に追い込まれた。
1998年から2003年まで、「プライマー・インターナショナル」社の取締役を務める。
2003年から2005年まで、民主党議長。2005年大統領選挙にモンゴル民主党から出馬したが、対立候補でモンゴル人民革命党が推すナンバリーン・エンフバヤル候補に敗れる。
「小さな政府」を指向し、都市部の高所得者層の支持が厚い。支持者からは、庶民的であるとの評判である。